# Иванов, Михаил Михайлович (футболист)
Михаи́л Миха́йлович Ивано́в (род. 17 апреля 1935, Москва) — советский футболист и хоккеист с мячом, нападающий, тренер, футбольный функционер.

## Биография
Воспитанник московского футбола. В 1952 окончил ремесленное училище, в 1953—1954 в составе команды «Трудовые резервы» играл на первенство Центрального совета профсоюзов, стал обладателем Кубка ЦК профсоюзов. В 1954 году перешёл в команду ленинградских одноклубников, за которую в 1955—1956 годах провёл 9 матчей, забил 2 гола в классе «А» и 30 игр, 4 гола в 1957 году в классе «Б». 1958 год провёл в команде класса «А» «Адмиралтеец» — 21 матч, 3 гола. 1959 год провёл вновь в «Трудовых резервах» — 16 игр, 1 гол в классе «Б», в конце сезона перешёл в «Зенит», в составе которого в 1960—1961 годах забил 11 мячей в 35 играх.
Затем играл за команды «Днепровец» Днепродзержинск (1962—1963), «Шахтёр» Донецк (1963), «Заря» Луганск (1964), «Знамя» Ногинск (1965). В 1966—1967 играл за «Сокол» Ленинград, в 1970 был играющим тренером команды.
В 1957—1958 выступал за сборную команду класса «Б». Обладатель «Кубка Балтийского моря» (1959). Чемпион Ленинграда 1958 года по хоккею с мячом.
В 1960 году Иванов поступил в школу тренеров при ГОЛИФК имени П. Ф. Лесгафта, которую окончил в 1964 году. Работал ответственным секретарём спортивной федерации Всероссийского общества слепых (1993—1999), федерации футбола инвалидов (1997—2000). Ведущий специалист по физической культуре и спорту Всероссийского общества слепых (1983—1999). Автор книги «Спортивные игры для незрячих» (1990).

## Награды и звания
- Мастер спорта СССР (1960).
- Заслуженный работник физической культуры РФ (1995).
- Почётный знак «За заслуги в развитии физической культуры и спорта» (1996).